# Réserve de Laponie
La réserve naturelle de Laponie (Лапландский заповедник) est une réserve naturelle située dans l'extrême nord-ouest de la Russie, au-delà du cercle polaire, dont le territoire se trouve dans l'oblast de Mourmansk. Elle est partagée en plusieurs zones sur la côte et les îles de la mer Blanche, au bord du golfe de Kandalakcha, ainsi que sur les bords de la mer de Barents. Elle couvre une superficie de 2 784 km2 au nord-ouest du lac Imandra, dont 86 km2 d'eaux intérieures. La majeure partie du territoire est couverte de taïga et de toundra de montagne avec un point culminant à 1 115 m sur le mont Ebruchorr.
La réserve a été créée en 1930 avant d'être supprimée en 1951. Elle a été restaurée en 1957. Depuis 1985, Elle est déclarée réserve de biosphère par l'UNESCO.
Le climat est un climat subarctique sans présence de pergélisol. Les essences prédominantes sont les pins sylvestres, Épicéa de Sibérie, bouleaux verruqueux et pubescents. La Faune présente est essentiellement les rennes

## Source
- (es) Cet article est partiellement ou en totalité issu de l’article de Wikipédia en espagnol intitulé « Reserva de la biosfera de Laponia » (voir la liste des auteurs).